# 한재선
한재선(1972년 ~ )은 대한민국의 빅데이터 전문가, 기업인이다.  카이스트 전자전산학과에서 박사학위를 취득하고 2007년  대용량 데이터 분산 처리 업체 넥스알을 설립하였다. 2010년 KT는 넥스알을 인수하였고, 한재선은 KT 넥스알의 공동대표이사 및 최고기술책임자(CTO)를 2014년 3월까지 맡았다. 이후 퓨처플레이의 CTO로 활동하고 있다.